# Simone Janson
Simone Janson (* 1976 in Ludwigshafen am Rhein) ist eine deutsche Sachbuchautorin, Bloggerin und Verlegerin.

## Leben
Simone Janson wuchs in einer sozialdemokratisch geprägten Arbeiterfamilie auf und studierte Geschichte und Linguistik in Heidelberg, Bonn und Siena (Italien). Nach dem Magister-Abschluss 2003 war sie zunächst als Redakteurin für zwei Zeitschriften der Bundesagentur für Arbeit tätig.
Ferner hat sie mehrere Bücher verfasst oder daran mitgewirkt. Texte von ihr wurden auch in Schulbücher übernommen, z. B. Blogbeiträge oder ein Auszug aus ihrem 2011 veröffentlichten Buch Nackt im Netz. Janson schrieb auch als freie Autorin für Die Zeit, Die Welt oder Wirtschaftswoche rund um Karriere- und Managementthemen.
Mit mehr als 100 Fachautoren betreibt Janson seit 2003 einen Blog, der laut Zeit Online „einer der meistgelesenenen Blogs für Beruf, Bildung & Karriere in Deutschland“ ist. Im Jahr 2012 berichtete sie z. B. über die Initiative „Wir sind VDI“. Hintergrund war die Diskussion zum Fachkräftemangel in Deutschland. Janson publizierte ab 2011 wiederholt zum Thema Fachkräftemangel und war dazu 2014 in der ARD-Reportage „Der Arbeitsmarktreport - das Märchen vom Fachkräftemangel“ von Ulrike Bremer zu sehen.
2018 begründete Janson einen Buch- und Magazin-Verlag mit Sitz in Düsseldorf, in dem sie u. a. auch ihre eigenen Bücher veröffentlicht. 2024 initiierte sie im Rahmen der Teilnahme an einem von der EU geförderten Projekt die Reise-Seite Travel2s.

## Publikationen
Bücher (Auswahl)
- Studienführer Kulturwissenschaften. Lexika Verlag, Eibelstadt 2004. ISBN 978-3-89694-427-6.
- Zusammen mit Stephanie Dostal: DAAD Studienführer Spanien, Portugal, Italien. Verlag W. Bertelsmann, Bielefeld 2005, ISBN 3-7639-0415-8.
- Der optimale Berufseinstieg: Perspektiven für Geisteswissenschaftler. Wissenschaftliche Buchgesellschaft, Darmstadt 2006. ISBN 978-3-534-19128-4.
- Selbstorganisation und Zeitmanagement. Redline Verlag, München 2007. ISBN 978-3-636-01415-3.
- Die 110%-Lüge. Wie Sie mit weniger Perfektion mehr erreichen. Redline Verlag, München 2009. ISBN 978-3-86881-363-0.
- Nackt im Netz. Wenn Social Media gefährlich wird. Redline Verlag, München 2011. ISBN 978-3-86881-313-5.

Beiträge (Auswahl)
- Ausblick: Berufschancen und Berufsfelder für Geisteswissenschaftler/innen. In: Vera Nünning (Hrsg.): Schlüsselkompetenzen: Qualifikationen für Studium und Beruf. Verlag J.B. Metzler, Stuttgart / Weimar 2008. ISBN 978-3-476-02242-4
- Woher kommen die Innovationen im Journalismus? Was Verlage von freien Journalisten lernen können. In: Leif Kramp, Leonard Novy, Dennis Ballwieser, Karsten Wenzlaff (Hrsg.): Journalismus in der digitalen Moderne: Einsichten – Ansichten – Aussichten. Springer Gabler Verlag, Heidelberg 2013. ISBN 978-3-658-01143-7
- Selbstmanagement: Arbeitsorganisation & Produktivität im digitalen Wandel. In: Peter Becker (Hrsg.): Executive Health – Gesundheit als Führungsaufgabe: Arbeitsfreude und Unternehmenserfolg fördern. Mit vielen Erfahrungsberichten. Mit einem Vorwort von Anselm Grün. Springer Gabler Verlag, Heidelberg 2015. ISBN 978-3-658-06071-8